# Eupithecia elissa
Eupithecia elissa es una especie de polilla de la familia Geometridae. La especie fue descrita por primera vez por Karl Dietze habiendo sido descrita en 1910. Un sintipo fue descrito en los alrededores del Gafsa, en la región de Túnez. Tiene similitud con otras especies de la región, incluyendo E. basurmanca, todos parte del grupo de especies E. graphata.